# Castillo de Josselin
El castillo de Josselin es un castillo francés de origen medieval que se encuentra ubicado en la ciudad de Josselin, una comuna francesa del departamento de Morbihan, en la región de Bretaña.
Realizado entre 1490 y 1505 al retomar muchos elementos de estilo Luis XII, fue objeto de una clasificación al título de los monumentos históricos el 21 de agosto de 1928. Es uno de los puntos del triángulo rohannés (tres grandes fortalezas  La Chèze, Josselin y Pontivy) que tiene por centro el pueblo de Rohan, el feudo nominal de la casa de Rohan, cuyo castillo fue abandonado en favor de los tres otros.

## Historia
Guethenoc, vizconde de Porhoet, de Rohan y de Guemené, procedente de la familia de los condes de Rennes, construyó en ese lugar un primer castillo, aproximadamente en el año 1008. Aprovechaba de esta manera un lugar de alto valor estratégico y comercial, que incluía un acantilado rocoso dominando en caída vertical el cauce del río Oust. Por otra parte, la existencia desde el siglo IX de una tradición de realizar una peregrinación a la iglesia de la Virgen del Roncier (cada 8 de septiembre) hizo mucho por aumentar la riqueza de los habitantes del lugar y, en consecuencia, de los señores del mismo. Esta peregrinación sigue siendo actualmente la más importante de todo el Morbihan, a excepción del correspondiente a Santa Ana de Auray.
En 1154, Eudon de Porhoet, suegro, regente y tutor del joven duque de Bretaña, Conan IV, reunió en una bandería a varios señores bretones con la finalidad de intentar privar a su yerno de sus derechos, siendo derrotado por las tropas de Enrique II Plantagenet, rey de Inglaterra, que había adquirido hacía poco el ducado de Anjou, ya que Conan IV se había refugiado en su corte. Enrique II vino en persona a dirigir la demolición del castillo del rebelde, haciendo que las ruinas fuesen sembradas de sal.
Olivier V de Clisson, que adquirió la señoría del lugar en el año 1370, reconstruyó en el lugar una imponente ciudadela, provista con ocho torres, junto con una torre del homenaje de 90 metros de altura. Olivier concertó el matrimonio de su hija Beatriz con quien luego sería Alano VIII de Rohan, que en ese momento era heredero del vizcondado de Rohan, y cuyo castillo vizcondal se hallaba a una veintena de kilómetros.

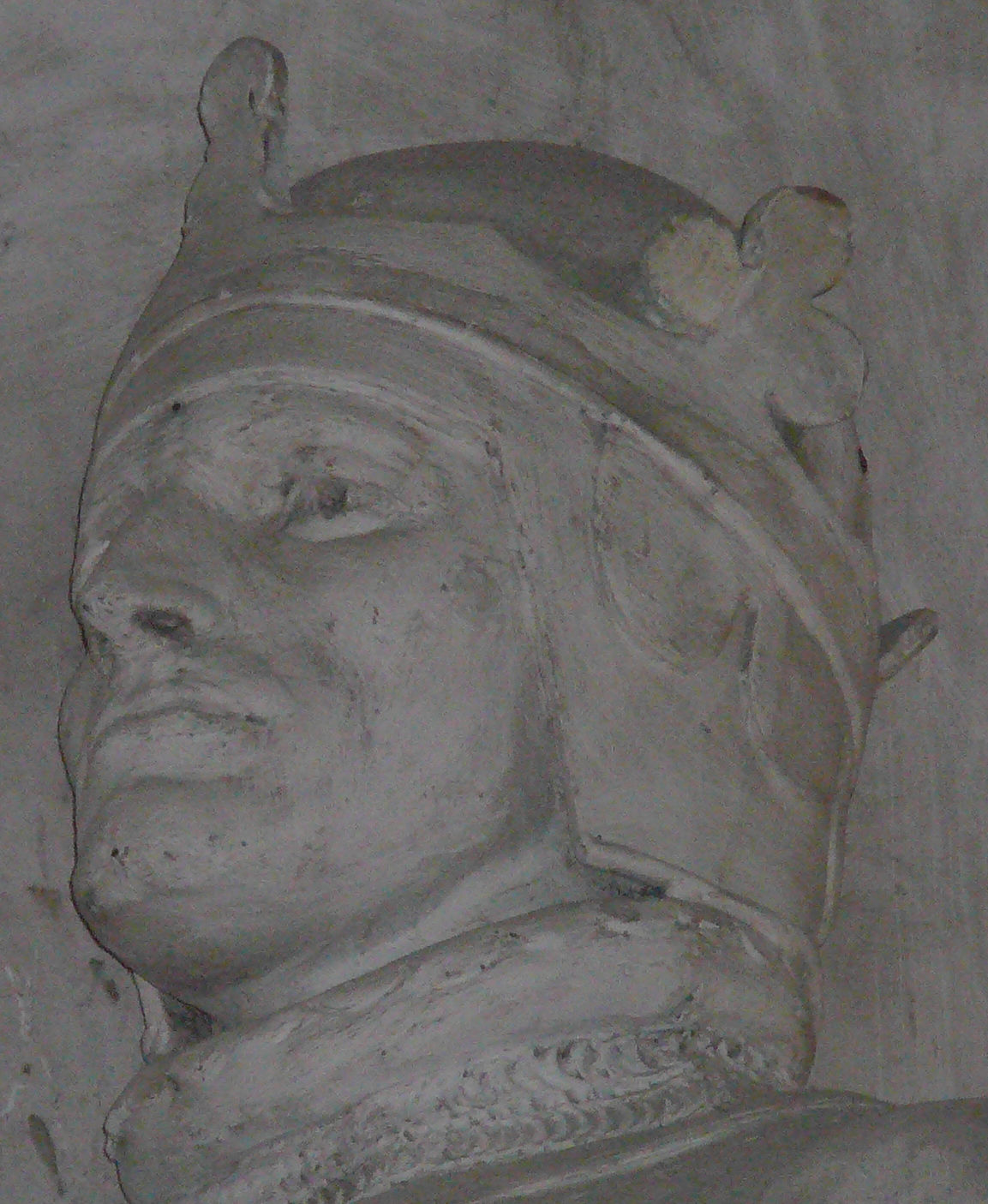
Detalle de la estatua ecuestre de Olivier V de Clisson presente en el castillo de Josselin, obra de Emmanuel Frémiet.

En 1488, el duque de Bretaña Francisco II tomó el castillo, que demolió parcialmente. Su hija Ana de Bretaña, lo restituyó a Juan II de Rohan, bisnieto de Olivier de Clisson.
Juan II transformó el castillo, y construyó dentro del recinto fortificado del mismo una residencia señorial (logis) para su descanso, dotada con una hermosa fachada de granito esculpido, que es uno de los primeros ejemplos de la arquitectura renacentista en el territorio de la actual Francia; para la construcción de la misma el vizconde hizo venir a artistas y obreros directamente desde Italia. En muestra de reconocimiento a la duquesa Ana de Bretaña, que le había restituido el lugar, hizo esculpir numerosas A rematadas por un cordón, emblema de la duquesa.
Habiendo tenido que abandonar Josselyn debido a su adhesión al protestantismo, vieron como el gobernador de Bretaña, el duque de Mercoeur, convertía su castillo en una de las bases de la Liga Católica opuesta al nuevo rey de Francia Enrique IV hasta su sumisión en 1598.
En 1603, con motivo de haber sido erigido el vizcondado de Rohan en ducado por el rey Enrique IV, Enrique II de Rohan transfirió la sede del nuevo ducado al castillo de Pontivy.
El cardenal Richelieu hizo en 1629, durante las rebeliones de los hugonotes, que se desmantelase la torre del homenaje y otras cuatro torres más, y comentó a Enrique II, jefe de los insurgentes protestantes: «Monseigneur, je viens de jeter une boule dans votre jeu de quilles !» (Monseñor, acabo de echar una bola en vuestro juego de bolos)
Desde el siglo XVIII el castillo dejó de ser habitado, pasando a ser durante la Revolución francesa y el Primer Imperio una prisión y almacén. En 1832, la duquesa de Berry, durante una gira de visitas, convenció al duque de Rohan para que restaurase el castillo.
En la actualidad, el castillo sigue siendo habitado por el decimocuarto duque de Rohan, Josselyn de Rohan, senador de Francia, antiguo presidente de la región de Bretaña entre 1992 y 2004, militante de la Unión por un Movimiento Popular y fiel seguidor de Jacques Chirac.
Puede visitarse el patio y algunas habitaciones de la planta baja, en la que se encuentran expuestos algunos muebles antiguos (entre ellos la mesa que se utilizó para la firma del Edicto de Nantes, diversos retratos familiares, algunos regalos de los reyes, o una estatua ecuestre de Olivier V de Clisson esculpida por Emmanuel Frémiet.
En los antiguos establos del castillo se ha instalado un Museo de muñecas.

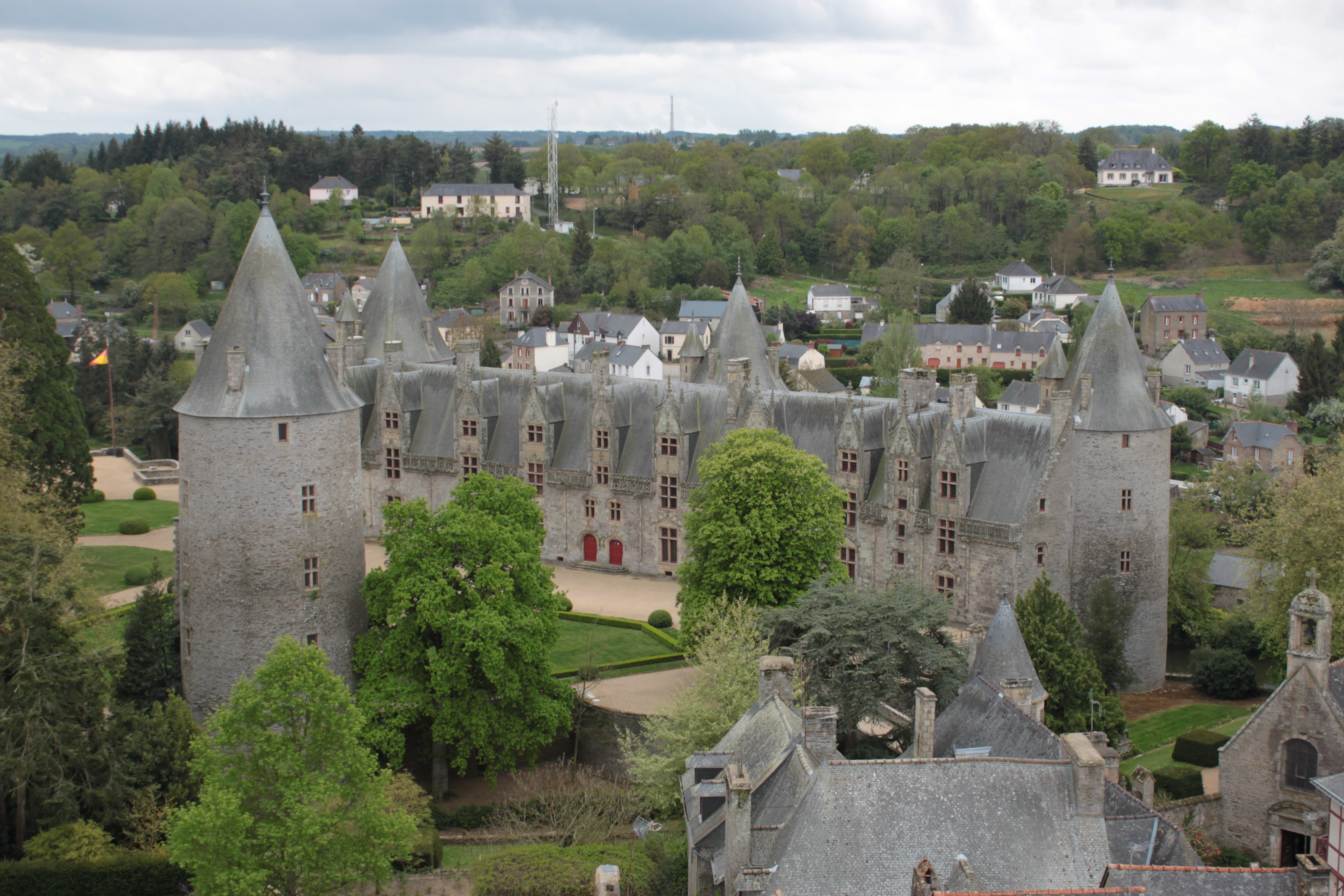
Vista del castillo desde la Notre-Dame del Roncier
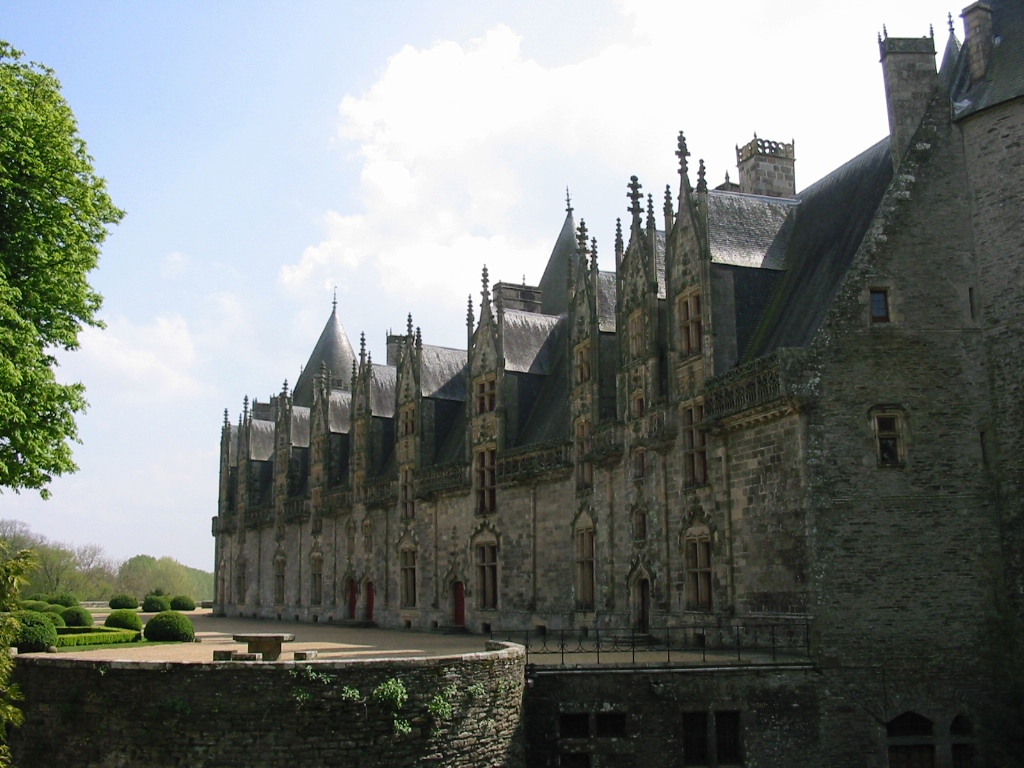
Fachada del château
Vista reflejada en el río

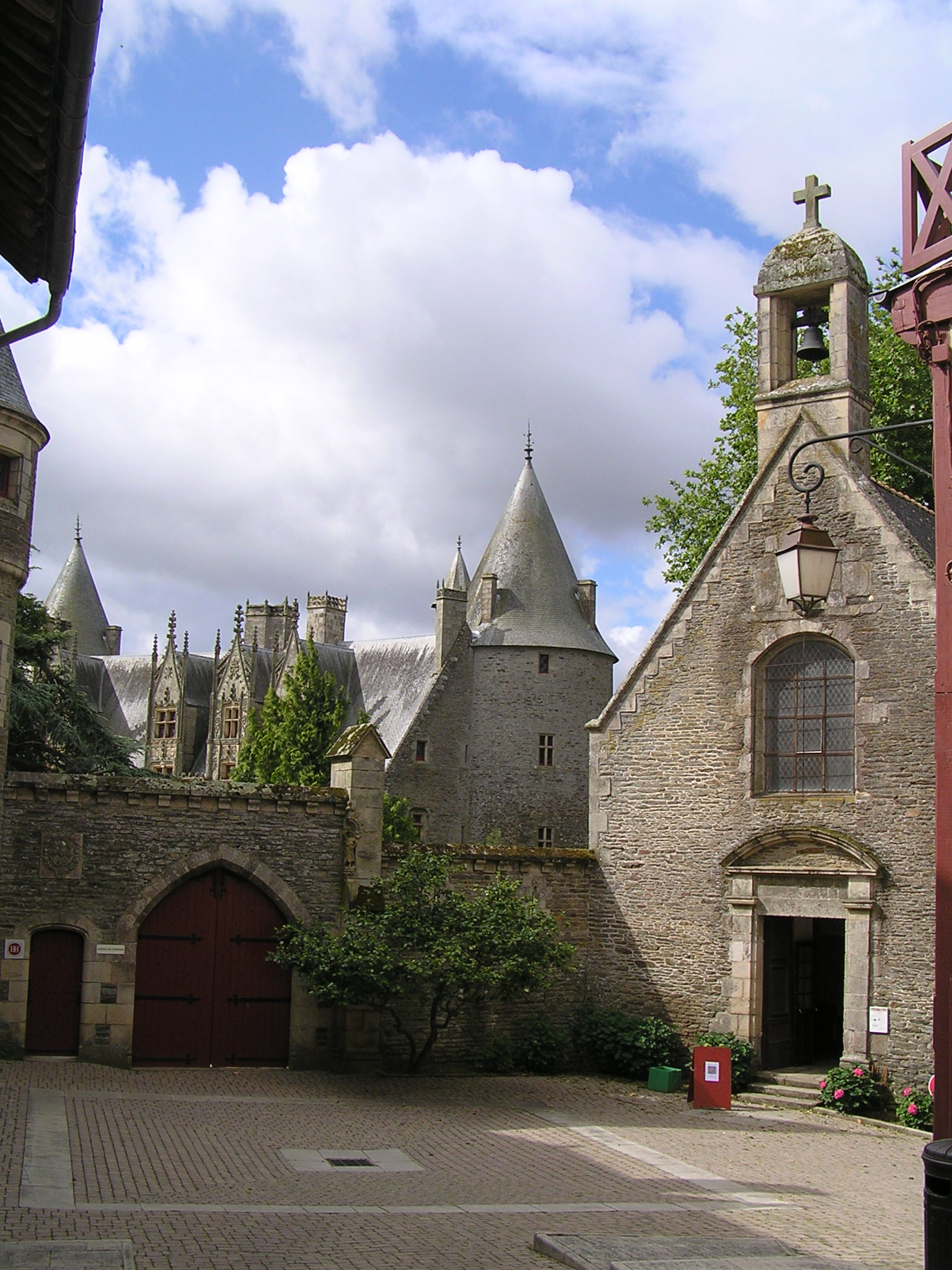
Entrada actual del château
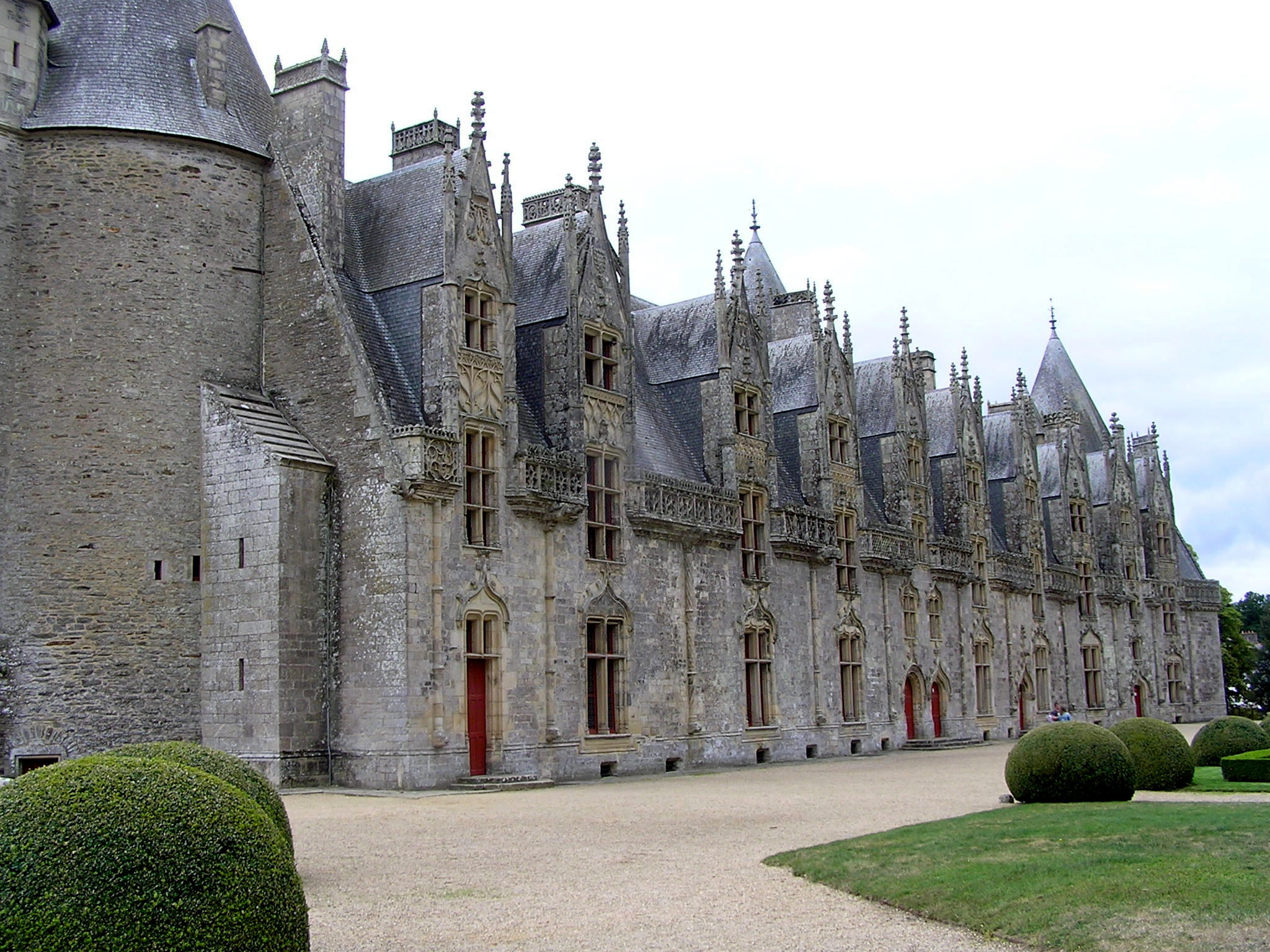
El tramo de la izquierda se abre por una puerta que no existía antes de las restauraciones modernas
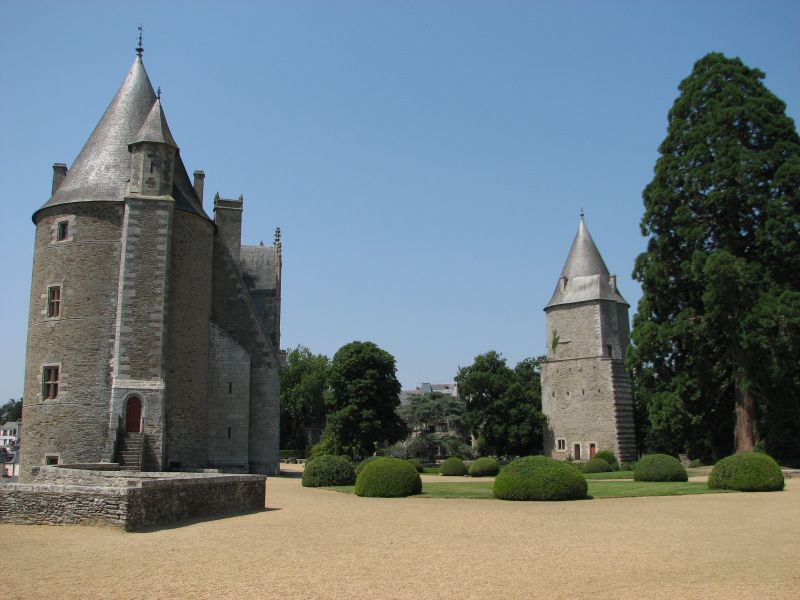
El parque